# Grande chauvinismo russo
Grande chauvinismo russo (russo : великорусский шовинизм) é um termo definido pelos primeiros funcionários do governo soviético, principalmente Vladimir Lenin, para descrever uma ideologia das "classes exploradoras dominantes da nação, mantendo uma posição dominante (soberana) no estado, declarando sua nação como a nação "superior". Chauvinismo, em si, designa um nacioanalismo exagerado e repulsa a coisas estrangeiras. Lenin promoveu uma ideia para o partido bolchevique defender o direito das nações oprimidas dentro do antigo Império Russo à autodeterminação e igualdade, bem como o movimento pelos direitos linguísticos das repúblicas recém-formadas. 

## Definição
De acordo com o vocabulário bolchevique, o chauvinismo grão-russo é uma parte do cmais comum das Grandes Potências ou do chauvinismo em geral. Como diz a Grande Enciclopédia Soviética (GSE), o chauvinismo das grandes potências é uma ideologia das "classes exploradoras dominantes da nação, ocupando uma posição dominante (soberana) no estado, declarando sua nação como a nação "superior"". O GSE define o chauvinismo como uma forma extrema de nacionalismo e reconhece a existência de um grande chauvinismo nacional no Império Russo , bem como em outros países em todo o mundo. O uso da palavra "Grande" remonta ao conceito de nação trina que dominava durante a era imperial. Os russos modernos eram chamados de "grandes russos ", enquanto os ucranianos eram chamados de " pequenos russos ", lembrando a tradicional divisão histórica e geográfica do núcleo do país (a eexemplo, da Grande e da Pequena Polônia ). 

## Uso
Após a Revolução de Outubro , em setembro de 1922, Lenin escreveu uma carta ao Politburo afirmando: "nós nos consideramos, o SSR ucraniano e outros iguais e entramos com eles em igualdade de condições em uma nova união, uma nova federação, a União de as Repúblicas Soviéticas da Europa e da Ásia ".  Lenin também promoveu uma ideia para o partido bolchevique defender o direito das nações oprimidas dentro do antigo Império Russo à autodeterminação e igualdade, bem como o movimento pelos direitos linguísticos das repúblicas recém-formadas. 
Além disso, em dezembro de 1922, Lenin em sua carta "Que medidas práticas devem ser tomadas na situação atual?" escreveu: "... Em terceiro lugar, punição exemplar deve ser infligida ao camarada Ordzhonikidze (digo isso com mais pesar porque sou um de seus amigos pessoais e trabalhei com ele no exterior) e a investigação de todo o material que a comissão de Dzerzhinsky tem coletados devem ser completados ou recomeçados para corrigir a enorme massa de erros e julgamentos tendenciosos que sem dúvida contém. A responsabilidade política por toda essa verdadeira campanha nacionalista grã-russa deve, é claro, ser atribuída a Stalin e Dzerzhinsky." 
No 12º Congresso do PCUS , Nikolay Bukharin declarou: “Nós, [russos étnicos], como uma ex-nação de grande potência, devemos nos colocar em uma posição desigual. Somente com tal política, quando artificialmente nos colocamos em uma posição inferior aos outros, somente a este preço podemos comprar a confiança de nações anteriormente oprimidas." Em todos os discursos de Stalin sobre a questão nacional nos congressos do partido (de 10 a 16), o chauvinismo grão-russo foi declarado o principal perigo para o estado soviético. Mas com o tempo, cedendo às exigências das recém-criadas estruturas supercentralizadas do governo da União, a tese foi esquecida e as línguas indígenas foram relegadas a segundo plano, enquanto o russo tornou-se a única língua oficial. 
Alguns historiadores, avaliando a União Soviética como um império colonial  aplicaram a ideia da "prisão das nações" à URSS. Thomas Winderl escreveu: "A URSS tornou-se, em certo sentido, mais uma prisão de nações do que o antigo Império jamais havia sido." 
Por volta de 2014, o regime de Putin na Rússia abraçou o chauvinismo da Grande Rússia.  